# Al MacDowell
Al MacDowell (New York, 1958) is een Amerikaanse jazzbassist, -gitarist, toetsenist, componist en arrangeur. Hij werd vooral bekend door zijn jarenlange werk bij Ornette Coleman.

## Biografie
MacDowell leerde vanaf 6-jarige leeftijd piano spelen en op de middelbare school kwam als tweede instrument de contrabas erbij, voordat hij zich meer interesseerde voor de basgitaar. Hij bezocht de Music and Art High School in Manhattan (New York), waar Coleman zich in 1975 informeerde naar jonge bastalenten. Op 17-jarige leeftijd speelde hij voor bij Coleman, die hem prompt een contract aanbood, zodat hij vanaf de volgende dag met diens band Prime Time repeteerde. Hij behoorde tot in de jaren 1990 bij de band en hij werkte mee aan de meeste albums van Coleman tussen 1987 en 1995. Daarnaast behoorde hij ook tot de Fire Splitters van Jayne Cortez, die Denardo Coleman leidde.
Verder werkte hij met James Chance and the Contortions (Paris 1980 Live Aux Bains Douches), Michał Urbaniak (Urbanator), Public Enemy, Billy Joel, Luther Vandross, Puffy, LL Cool J, Whitney Houston, Jocelyn Brown, Martha Reeves, Warren Benbow en The City Boys Allstars. Hij bracht ook als MNM uit met Erick Morillo en Jose Nuñez. Sinds 2007 behoort hij tot het met twee bassisten bezette kwartet van Coleman. Tot zijn Just Ornette Quartet behoren naast contrabassist Tony Falanga uit het Coleman-kwartet, pianist Pete Drungel en drummer Tony Lewis.

## Discografie
- 1987: Ornette Coleman In All Languages
- 1989: Time Peace (Gramavision)
- 1991: Al MacDowell & Time Peace Messiah (Gramavision)
- 1995: Ornette Coleman Tone Dialing
- 1995: Play
- 2004: The Al Macdowell Project Get That Booty (Heavy Traxx)
- 2015: The City Boys Allstars Personal Thing (met Blue Lou Marini, Tom Bones Malone, Lew Soloff, Daniel Sadownick, Andy Snitzer)

- Gemeinsame Normdatei: 1219174017
- Library of Congress Control Number: no2006126108
- Virtual International Authority File: 302825019
- WorldCat: E39PBJghtgBJTGbVqhfmk7WVYP